# Hemidromodes robusta
Hemidromodes robusta är en fjärilsart som beskrevs av Louis Beethoven Prout 1916. Hemidromodes robusta ingår i släktet Hemidromodes och familjen mätare. Inga underarter finns listade i Catalogue of Life.